# Médersa Thaâlibiyya
La médersa Thaâlibiyya (en arabe : المدرسة الثعالبية) est une médersa de la Casbah d'Alger construite en 1904 sous l'ordre du gouverneur Charles Jonnart.

## Description
La médersa Thaâlibiyya est construite pour rendre hommage au saint patron de la ville, le théologien Sidi Abderrahmane Et-Thaâlibi. Elle fait partie du complexe religieux consacré au saint avec le Mausolée de Sidi Abderrahmane et la Mosquée Sidi Abderrahmane.
L'architecture de la médersa se caractérise par le style néo-mauresque imposé par le gouverneur Jonnart qui dans un souci de gagner la population autochtone via le code de l'indigénat et l'instrumentation pragmatique de la religion, a promu un style nouveau s’inspirant de l’architecture arabo-andalouse.